# Bruno Monguzzi
Bruno Monguzzi (Mendrisio, 21 agosto 1941) è un designer e grafico svizzero.

## Biografia
Monguzzi nasce a Mendrisio, in Ticino (Svizzera) e si trasferisce presto con la famiglia a Ginevra dove frequenta il corso di grafica all' Ecole des Arts Décoratifs.
All'inizio degli anni sessanta frequenta i corsi di Gestalt, tipo-grafica e fotografia alla Martin's School of Art (oggi Central Saint Martins) e al London College of Printing (oggi London College of Communication).
Collabora inizialmente con lo studio di Dennis Bailey a Londra e poi con lo  Studio Boggeri di Milano – in quegli anni lo studio leader in Italia nel design e nella pubblicità. Nel 1965 progetta nove padiglioni per Expo67 con Charles Gagnon e James Volkus in Montréal.
Bruno Monguzzi è membro dell'AGI (Alliance Graphique Internationale). Dall'inizio degli anni settanta lavora come indipendente dal suo atelier di Meride, nel canton Ticino, Svizzera
Riceve il Premio Bodoni nel 1971, la Gold Medal del New York Art Directors Club nel 1990, lo Yusaku Kamekura Award, la Gold Medal della Toyama Biennial nel 2000 e il Premio Massimo della Fondazione Lavezzari nel 2005.
Nel 2003 gli viene conferita la Honorary Royal Designer for Industry (della Royal Society of Arts, Londra).
Tra i suoi progetti più rappresentativi si citano: l'identità visiva del Musée d'Orsay (1986)  di Parigi, l'esposizione Majakowskij Mejerchold Stanislavskij al Castello Sforzesco di Milano (1975), ed i manifesti per il Museo Cantonale d‘Arte in Lugano (1987-2004) .